# Raffaello Baldini
Raffaello Baldini (Santarcangelo di Romagna, 24 novembre 1924 – Milano, 28 marzo 2005) è stato un poeta e scrittore italiano.

## Biografia
In gioventù Baldini dà vita, assieme ad altri giovani intellettuali santarcangiolesi, al sodalizio che in seguito divenne noto come  E' circal de' giudéizi (Il circolo della saggezza). La famiglia di Raffaello Baldini gestiva il "Caffè Trieste" in Piazza delle Erbe, dove si incontravano spesso gli altri membri del sodalizio: Tonino Guerra, Nino Pedretti, Gianni Fucci, Flavio Nicolini, Rina Macrelli. Qui peraltro il giovane Raffaello, chiamato “Lello”, ebbe l'opportunità di frequentare un'umanità varia, di tutte le età e di tutte le condizioni sociali. I discorsi e i comportamenti dei frequentatori del bar furono un'importante fonte d'ispirazione per il futuro poeta.
Studia al ginnasio e liceo di Rimini, poi s'iscrive all'Università di Bologna. Si laurea nel 1949 con una tesi intitolata alla Morale aperta di Pascal.
si laurea in Filosofia all' e si dedica poi all'insegnamento per alcuni anni (a Santarcangelo e alle magistrali di Forlì), è stato poi un anno in Bretagna come lettore d'italiano in un liceo di Rennes. Nel 1955 si trasferisce a Milano e si sposa con Lina Moroni. Dall'unione nascono Michele e Silvia. Trascorre il resto della sua vita nella capitale lombarda. Baldini lavora inizialmente nel campo pubblicitario come copywriter; l'amicizia con l'esperto designer Michele Provinciali aumenta considerevolmente la sua rete di conoscenze.
Successivamente diventa giornalista e, dal 1º settembre 1968, lavora per «Panorama» (settimanale d'informazione nato nel 1962). È assunto da Lamberto Sechi come redattore, poi gli viene assegnata la cura del «Cartellone», una sezione di oltre 20 pagine con le novità in campo letterario, musicale, teatrale ed artistico in genere. Cura anche la rubrica "Dietro le notizie". La sua carriera a Panorama si prolunga fino alla pensione (15 luglio 1989).

Nel 1967 pubblica con Bompiani Autotem, una piccola opera satirica sull'automobile vista come feticcio. 
Il suo esordio come poeta avviene a 52 anni. Nel 1976 si presenta a diversi editori, i quali in cambio della pubblicazione gli chiedono un contributo economico. Baldini allora decide di far stampare il libro a sue spese presso la tipografia Galeati di Imola. Esce così la sua prima raccolta di poesie, É solitèri ("Il solitario"), che vince il Premio Gabicce. Nel 1982 esce La nàiva ("La neve"). Con Furistír ("Forestiero", 1988) Baldini vince il Premio Viareggio e con Ad nòta ("Di notte", 1995), il Premio Bagutta.
Si dedica anche alla scrittura per il teatro. Suo è un monologo, Zitti tutti!, pubblicato da Ubulibri nel 1993. Nel 1996 Ravenna Teatro ha prodotto lo spettacolo Furistír (diretto e adattato da Marco Martinelli), nato dalla fusione di otto raccolte di poesie di Baldini.
Sebbene Baldini sia principalmente un letterato, il desiderio di scrivere il proprio dialetto in modo rigoroso lo ha indotto a una riflessione sulla ricca fonologia del santarcangiolese, anche attraverso il confronto con Nino Pedretti e Gianni Fucci. Nel 1995 il critico Pier Vincenzo Mengaldo scrisse che Baldini era «uno dei 3-4 poeti più importanti attivi in Italia».
Muore a Milano nel 2005; era vedovo della moglie Lina dal 1995. Per volontà del poeta, eseguita dagli eredi, l'archivio di Raffaello Baldini è custodito presso il Centro Manoscritti dell'Università di Pavia.

## Opere
- Autotem, Bompiani, 1967.

Raccolte poetiche
- E' solitèri, Imola, Galeati, 1976[9]
- La nàiva, introduzione di Dante Isella, Torino, Einaudi, 1982 (riprende E' solitèri e aggiunge La nàiva come nuova sezione)
- Furistír, introduzione di  Franco Brevini, Torino, Einaudi, 1988
- Ad nòta, presentazione di Pier Vincenzo Mengaldo, Milano, Mondadori, 1995
- La nàiva. Furistír. Ciacri, Torino, Einaudi, 2000 (riprende La nàiva e Furistír e aggiunge Ciacri come nuova sezione)
- Intercity, Torino, Einaudi, 2003

Audiolibri
- Compatto. Raffaello Baldini legge Raffaello Baldini, ProduttoriAssociati, 2019 (raccolta di 47 poesie lette dalla voce dell'autore; registrazioni e produzione a cura di Simone Casetta)

Monologhi teatrali
- Zitti tutti!, Torino, Einaudi, 1993
- Carta canta, Torino, Einaudi, 1998
- In fondo a destra, Torino, Einaudi, 2003
- La fondazione,Torino, Einaudi, 2008

## Premi
- 1976 – Premio Gabicce, con E' solitèri[10][11]
- 1982 – Premio Carducci, con La nàiva[11]
- 1988 – Premio Viareggio, con Furistír[12]
- 1995 – Premio Bagutta, con Ad nòta[13]